# 琴彈八幡宮

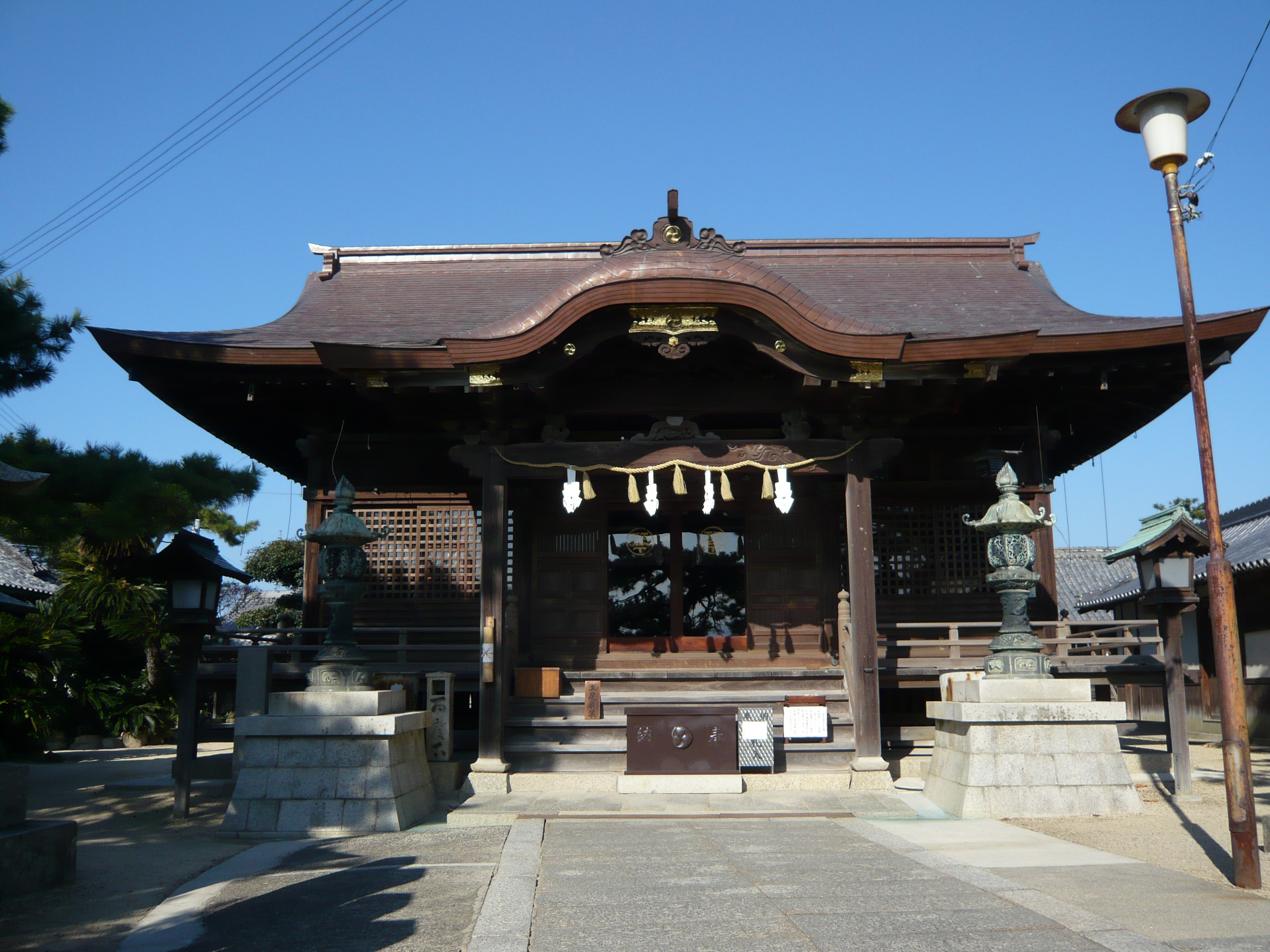

琴彈八幡宮，是日本香川縣觀音寺市琴彈山的神社，位於瀨戶內海國立公園中的琴彈公園。 
此神社在八世紀由日證上人建立，以八幡神和應神天皇、神功皇后、玉依姬為主祀神，在神佛習合時代是四國八十八箇所第68所。在明治時代神佛分離後再次成為神社。每年10月第3週也有大祭。